# Kataban
Kataban (arapski: مملكة قتبان) Englezi ga zovu Qataban, bilo je jedno od drevnih plemenskih jemenskih kraljevina uz; Minejsko kraljevstvo, Hadramaut i Sabu. Prostiralo se u Vadi Bajhanu, prostranoj dolini u središtu Jemena.
Poput drugih južnojemenskih kraljevina i Kataban je svoj prosperitet temeljio na trgovini tamjanom i drugim skupocjenim egzotičnim robama koje su išle preko njihova teritorija. Prijestolnica Katabana Timna bila je usputna stanica preko koje je išao karavanski put (zapadni krak tog puta) i roba iz južnog Jemena i Omana. Vrhovno božanstvo Katabanaca bio je Amm (Ujak), a oni su sami sebe nazivali Djecom Amma.
Kraljevstvo Kataban je u drugoj polovici 1. tisućljeća pr. Kr. postalo najmoćnije i najpoznatije jemensko kraljevstvo, vladar Katabana zvan je mukarib, što je bila titula koja je označavala vladara plemenskog saveza.

## Povijest Kraljevstva Kataban
Korijeni nastanka Kraljevine Kataban još uvijek su obavijeni velom tajne. Pred kraj 8. st. pr. Kr. teritorij Katabana osvojili su Sabejci za kralja  Jita'amara Vatara I., nakon toga Kataban je bio vazalna država Sabejskog kraljevstva. Ubrzo nakon toga Kataban je podpao pod vlast drugog susjednog plemenskog kraljevstva Ausana. Nakon toga ponovo su ga zauzeli Sabejci, te je ponovno postao njihova vazalna država. No Kataban je to iskoristio i zauzeo susjedni Ausan te zajedno s nima uspio podvrgnuti cijeli kraj uz obalu Indijskog oceana pod svoju vlast.
I danas je otvoreno pitanje u kojoj mjeri je Kataban mogao kontrolirati pomorsku trgovinu s Afrikom i Indijom, u svakom slučaju južna obala Jemena je čak i neposredno prije potpune neovisnosti Katabana, za Sabejskog vladara Sumuhu'ali Janufa III. bila pod kontrolom Sabejaca.
Negdje pred kraj 4. ili početkom 3. st. pr. Kr. Kataban se za vladavine kralja Jada'ib Jigala, vjerojatno u savezništvu sa susjednim kraljevstvima Minej (Ma'in) i Hadramaut uspio osloboditi Sabejske hegemonije.
Od tada su kraljevstvom Kataban vladala plemena zastupljena u vijeću Kataban; Radman, Madaj, Almalik i Jahir i plemena koja su nekoć tvorila Kraljevstvo Ausan; Ausan, Kahad, Dahas, Tubanav.
Nakon tog su uspjeli zauzeti Kraljevstvo Hadramaut, za vladavine Jada'ib Dubjan Juhan'ima (220. – 205. pr. Kr.) te poraziti pleme Amir. To je bio vrhunac svoje moći Kraljevstva Kataban, oni su uspjeli zavladati velikim dijelovima unutrašnjosti Jemena te obalnom ravni i ono što je najvažnije stekli su kontrolu nad Putem tamjana. Od kralja Haufi'amm Juhan'im II. Katabanski vladari nose titulu pet sljedećih generacija - Mukarib, a to je titula koja je značila nešto više od običnog kralja plemena, to je bila oznaka vladara plemenskog saveza.
Glavni grad zemlje je bila Timna, koje se nalazila na zapadnom kraku Puta tamjana. Poput drugih južno arapskih kraljevina i Kataban je značajno ovisio od trgovine tamjanom .
Jedno kratko razdoblje za vlasti kralja Šar Jigal Juhargib II. (od 80. pr. Kr.) Kataban je čak i povećao svoju kontrolu nad Putem Tamjana. Ali to nije dugo trajalo uz pomoć Sabejaca svi su se pobunili protiv Katabana pa čak je i susjedni Himjar neočekivano proglasio neovisnost.
Zapadni Kataban i nešto kasnije Minej (Ma'in) podpali su pod vlast Sabejskog kraljevstva i Himjara, i time je bio kraj velike Kraljevine Kataban i njene hegemonije nad drevnim Jemenom. Kao rezultat gubljenja kontrole nad Putem tamjana, moć kraljeva Katabana počela je slabiti, tako je vladar Šahr Jigal Juhargib III. izgubio kontrolu nad središnjim plemenima Katabana.
Oko 100. godine Timna je izgubila status prijestolnice, koja je preseljena 15 kilometara južnije u Du-Gail.
Kraljevina Kataban konačno je propala oko 150. godine naše ere kad je vladar Hadramauta Jadi ab Gailan II. zauzeo i posljednje dijelove nekoć moćne kraljevine.

## Pogledajte i ovo
- Sabejsko kraljevstvo
- Kraljevina Himjar
- Kraljevstvo Hadramaut
- Jemen

## Kraljevi Katabana
| Ime                                | Vrijeme vladanja    |
| ---------------------------------- | ------------------- |
| Varav il                           | oko 450. pr. Kr.    |
| Prekid dinastije                   |                     |
| Šar Jigal I.                       |                     |
| Haufi amm Juhan im I.              |                     |
| Jada ib Jigal I.                   | od 375. pr. Kr.     |
| Jada ib Januf Juhan im             |                     |
| Haufi amm Juhan im II.             |                     |
| Šar Jigal Juhargib                 | od 80. pr. Kr.      |
| Jada'ib Dubjan Juhan'im            | od 220-205. pr. Kr. |
| Šar Gailan I.                      |                     |
| Šar Hilal I.                       |                     |
| Prekid dinastije                   |                     |
| Šar Gailan II.                     |                     |
| Jada'ib Dubjan Juhargib            |                     |
| Šar Jigal II.                      |                     |
| Šar Hilal II.                      |                     |
| Šar Hilal III.                     |                     |
| Šar Jigal Juhargib II.             |                     |
| Kraj kraljevstva, Prekid dinastije |                     |
| Haufi'amm Juhan'im III.            |                     |
| Šar Jigal Juhargib III.            |                     |
| Varav'il Gailan Juhan'im           |                     |
| Fara'karib II.                     |                     |
| Jigal Juhargib                     |                     |
| Fara'karib III.                    |                     |
| Šar Hilal Juhakbid                 |                     |
| Nabat Juhan'im                     | od 140./41. god.    |
| Martad                             | od 160. god.        |

## Vanjske poveznice
- Popis vladara Katabana  Arhivirana inačica izvorne stranice od 13. srpnja 2009. (Wayback Machine) (engl.)